# Course en ligne masculine de cyclisme sur route aux Jeux olympiques d'été de 1960
Navigation
Melbourne 1956 Tokyo 1964
La course en ligne masculine de cyclisme sur route, épreuve de cyclisme des Jeux olympiques d'été de 1960, a lieu le 30 août 1960 à Rome en Italie. Elle s'est déroulée sur 175,38 km, les coureurs devant effectuer douze tours d'un circuit de 14,615 km.

## Classement final
| Rang                                | Cycliste                | Pays                       | Temps           |
| ----------------------------------- | ----------------------- | -------------------------- | --------------- |
| Médaille d'or, Jeux olympiques      | Viktor Kapitonov        | Union soviétique           | 4 h 20 min 37 s |
| Médaille d'argent, Jeux olympiques  | Livio Trapè             | Italie                     | 4 h 20 min 37 s |
| Médaille de bronze, Jeux olympiques | Willy Vanden Berghen    | Belgique                   | 4 h 20 min 57 s |
| 4                                   | Youri Melikhov          | Union soviétique           | 4 h 20 min 57 s |
| 5                                   | Ion Cosma               | Roumanie                   | 4 h 20 min 57 s |
| 6                                   | Stanisław Gazda         | Pologne                    | 4 h 20 min 57 s |
| 7                                   | Benoni Beheyt           | Belgique                   | 4 h 20 min 57 s |
| 8                                   | Janez Žirovnik          | Yougoslavie                | 4 h 20 min 57 s |
| 9                                   | Jacques Gestraud        | France                     | 4 h 20 min 57 s |
| 10                                  | Antonio Bailetti        | Italie                     | 4 h 20 min 57 s |
| 11                                  | Bogusław Fornalczyk     | Pologne                    | 4 h 20 min 57 s |
| 12                                  | Erwin Jaisli            | Suisse                     | 4 h 20 min 57 s |
| 13                                  | Roland Lacombe          | France                     | 4 h 20 min 57 s |
| 14                                  | Roby Hentges            | Luxembourg                 | 4 h 20 min 57 s |
| 15                                  | François Hamon          | France                     | 4 h 20 min 57 s |
| 16                                  | José Antonio Momeñe     | Espagne                    | 4 h 20 min 57 s |
| 17                                  | Paul Nyman              | Finlande                   | 4 h 20 min 57 s |
| 18                                  | Jim Hinds               | Grande-Bretagne            | 4 h 20 min 57 s |
| 19                                  | Giuseppe Tonucci        | Italie                     | 4 h 20 min 57 s |
| 20                                  | Egon Adler              | Équipe unifiée d'Allemagne | 4 h 20 min 57 s |
| 21                                  | Erich Hagen             | Équipe unifiée d'Allemagne | 4 h 20 min 57 s |
| 22                                  | Bernhard Eckstein       | Équipe unifiée d'Allemagne | 4 h 20 min 57 s |
| 23                                  | Gustav-Adolf Schur      | Équipe unifiée d'Allemagne | 4 h 20 min 57 s |
| 24                                  | Michael Hiltner         | États-Unis                 | 4 h 20 min 57 s |
| 25                                  | René Andring            | Luxembourg                 | 4 h 20 min 57 s |
| 26                                  | Gunnar Göransson        | Suède                      | 4 h 20 min 57 s |
| 27                                  | Rubén Darío Gómez       | Colombie                   | 4 h 20 min 57 s |
| 28                                  | Hernán Medina           | Colombie                   | 4 h 20 min 57 s |
| 29                                  | Arsenio Chirinos        | Venezuela                  | 4 h 20 min 57 s |
| 30                                  | Ivan Levačić            | Yougoslavie                | 4 h 20 min 57 s |
| 31                                  | Nevenko Valčić          | Yougoslavie                | 4 h 20 min 57 s |
| 32                                  | Emil Beeler             | Suisse                     | 4 h 20 min 57 s |
| 33                                  | Evgeni Klevtzov         | Union soviétique           | 4 h 20 min 57 s |
| 34                                  | Gainan Saidschushin     | Union soviétique           | 4 h 20 min 57 s |
| 35                                  | Arnold Ruiner           | Autriche                   | 4 h 20 min 57 s |
| 36                                  | William Bradley         | Grande-Bretagne            | 4 h 20 min 57 s |
| 37                                  | William Holmes          | Grande-Bretagne            | 4 h 20 min 57 s |
| 38                                  | Jan Hugens              | Pays-Bas                   | 4 h 20 min 57 s |
| 39                                  | Henry Ohayon            | Israël                     | 4 h 20 min 57 s |
| 40                                  | Salvatore Palmucci      | Saint-Marin                | 4 h 20 min 57 s |
| 41                                  | Paul Camilleri          | Malte                      | 4 h 20 min 57 s |
| 42                                  | Kurt Postl              | Autriche                   | 4 h 21 min 58 s |
| 43                                  | Frank Brazier           | Australie                  | 4 h 21 min 58 s |
| 44                                  | Ricardo Senn            | Argentine                  | 4 h 21 min 58 s |
| 45                                  | Mohamed Ben Mohamed     | Maroc                      | 4 h 21 min 58 s |
| 46                                  | Mohamed Ghandora        | Maroc                      | 4 h 21 min 58 s |
| 47                                  | Osvald Johansson        | Suède                      | 4 h 21 min 58 s |
| 48                                  | Ramón Hoyos             | Colombie                   | 4 h 21 min 58 s |
| 49                                  | Robert Lelangue         | Belgique                   | 4 h 22 min 2 s  |
| 50                                  | Raymond Reaux           | France                     | 4 h 23 min 57 s |
| 51                                  | Roger Thull             | Luxembourg                 | 4 h 25 min 34 s |
| 52                                  | Stoyan Georgiev Demirev | Bulgarie                   | 4 h 25 min 44 s |
| 53                                  | Ken Laidlaw             | Grande-Bretagne            | 4 h 25 min 44 s |
| 54                                  | Jan Chtiej              | Pologne                    | 4 h 25 min 44 s |
| 55                                  | Raimo Honkanen          | Finlande                   | 4 h 25 min 44 s |
| 56                                  | Ignacio Astigarraga     | Espagne                    | 4 h 25 min 44 s |
| 57                                  | Abdallah Lahoucine      | Maroc                      | 4 h 25 min 44 s |
| 58                                  | Jan Janssen             | Pays-Bas                   | 4 h 26 min 5 s  |
| 59                                  | Unto Hautalahti         | Finlande                   | 4 h 26 min 5 s  |
| 60                                  | Matti Herronen          | Finlande                   | 4 h 26 min 5 s  |
| 61                                  | Luis Zárate             | Mexique                    | 4 h 26 min 5 s  |
| 62                                  | Emilio Vidal            | Venezuela                  | 4 h 26 min 5 s  |
| 63                                  | José Ferreira           | Venezuela                  | 4 h 28 min 24 s |
| 64                                  | Lars Zebroski           | États-Unis                 | 4 h 28 min 40 s |
| 65                                  | Max Wechsler            | Suisse                     | 4 h 28 min 40 s |
| 66                                  | Wes Chowen              | États-Unis                 | 4 h 31 min 12 s |
| 67                                  | Alan Grindal            | Australie                  | 4 h 31 min 12 s |
| 68                                  | Jacinto Brito           | Mexique                    | 4 h 31 min 12 s |
| 69                                  | Alojz Bajc              | Yougoslavie                | 4 h 31 min 12 s |
| 70                                  | Fritz Inthaler          | Autriche                   | 4 h 31 min 23 s |
| 71                                  | Per Digerud             | Norvège                    | 4 h 31 min 23 s |
| 72                                  | Hubert Bächli           | Suisse                     | 4 h 31 min 37 s |
| 73                                  | Owe Adamsson            | Suède                      | 4 h 31 min 37 s |
| 74                                  | Mohamed Touati          | Tunisie                    | 4 h 35 min 56 s |
| 75                                  | Rob Tetzlaff            | États-Unis                 | 4 h 35 min 56 s |
| 76                                  | Gheorghe Calcişcă       | Roumanie                   | 4 h 40 min 29 s |
|                                     | Garry Jones             | Australie                  | abandon         |
| Robert Whetters                     | Australie               | abandon                    |                 |
| Kurt Schweiger                      | Autriche                | abandon                    |                 |
| Joseph Geurts                       | Belgique                | abandon                    |                 |
| Dimitar Kotev                       | Bulgarie                | abandon                    |                 |
| Boyan Kotsev                        | Bulgarie                | abandon                    |                 |
| Ognyan Toshev                       | Bulgarie                | abandon                    |                 |
| Luigi Bartesaghi                    | Canada                  | abandon                    |                 |
| Alessandro Messina                  | Canada                  | abandon                    |                 |
| Pablo Hurtado                       | Colombie                | abandon                    |                 |
| Juan Sánchez                        | Espagne                 | abandon                    |                 |
| Ventura Díaz                        | Espagne                 | abandon                    |                 |
| Kouflu Alazar                       | Éthiopie                | abandon                    |                 |
| Guremu Demboba                      | Éthiopie                | abandon                    |                 |
| Amousse Tessema                     | Éthiopie                | abandon                    |                 |
| Megra Admassou                      | Éthiopie                | abandon                    |                 |
| Ferenc Stámusz                      | Hongrie                 | abandon                    |                 |
| János Dévai                         | Hongrie                 | abandon                    |                 |
| Ferenc Horváth                      | Hongrie                 | abandon                    |                 |
| Győző Török                         | Hongrie                 | abandon                    |                 |
| Hendrik Brocks                      | Indonésie               | abandon                    |                 |
| Rusli Hamsjin                       | Indonésie               | abandon                    |                 |
| Theo Polhaupessy                    | Indonésie               | abandon                    |                 |
| Sanusi                              | Indonésie               | abandon                    |                 |
| Peter Crinnion                      | Irlande                 | abandon                    |                 |
| Sonny Cullen                        | Irlande                 | abandon                    |                 |
| Séamus Herron                       | Irlande                 | abandon                    |                 |
| Mahmood Munim                       | Irak                    | abandon                    |                 |
| Hamid Oraibi                        | Irak                    | abandon                    |                 |
| Itzhak Ben David                    | Israël                  | abandon                    |                 |
| Vendramino Bariviera                | Italie                  | abandon                    |                 |
| Masashi Omiya                       | Japon                   | abandon                    |                 |
| Jo Jae-hyeon                        | Corée du Sud            | abandon                    |                 |
| Lee Seung-hun                       | Corée du Sud            | abandon                    |                 |
| Pak Jong-hyeon                      | Corée du Sud            | abandon                    |                 |
| No Do-cheon                         | Corée du Sud            | abandon                    |                 |
| Adolf Heeb                          | Liechtenstein           | abandon                    |                 |
| Louis Grisius                       | Luxembourg              | abandon                    |                 |
| Ahmed Omar                          | Maroc                   | abandon                    |                 |
| Mauricio Mata                       | Mexique                 | abandon                    |                 |
| Filiberto Mercado                   | Mexique                 | abandon                    |                 |
| John Bugeja                         | Malte                   | abandon                    |                 |
| Joseph Polidano                     | Malte                   | abandon                    |                 |
| René Lotz                           | Pays-Bas                | abandon                    |                 |
| Lex van Kreuningen                  | Pays-Bas                | abandon                    |                 |
| Wiesław Podobas                     | Pologne                 | abandon                    |                 |
| Ramiro Martins                      | Portugal                | abandon                    |                 |
| José Pacheco                        | Portugal                | abandon                    |                 |
| Mário Silva                         | Portugal                | abandon                    |                 |
| Francisco Valada                    | Portugal                | abandon                    |                 |
| Gabriel Moiceanu                    | Roumanie                | abandon                    |                 |
| Aurel Şelaru                        | Roumanie                | abandon                    |                 |
| Domenico Cecchetti                  | Saint-Marin             | abandon                    |                 |
| Sante Ciacci                        | Saint-Marin             | abandon                    |                 |
| Vito Corbelli                       | Saint-Marin             | abandon                    |                 |
| Maurice Coomarawel                  | Sri Lanka               | abandon                    |                 |
| Gösta Pettersson                    | Suède                   | abandon                    |                 |
| Ali Ben Ali                         | Tunisie                 | abandon                    |                 |
| Mohamed El-Kemissi                  | Tunisie                 | abandon                    |                 |
| Bechir Mardassi                     | Tunisie                 | abandon                    |                 |
| Rubén Etchebarne                    | Uruguay                 | abandon                    |                 |
| Rodolfo Rodino                      | Uruguay                 | abandon                    |                 |
| Juan José Timón                     | Uruguay                 | abandon                    |                 |
| Alberto Velázquez                   | Uruguay                 | abandon                    |                 |
| Francisco Mujica                    | Venezuela               | abandon                    |                 |
| Clyde Rimple                        | Indes occidentales      | abandon                    |                 |